# Tilgungsanleihe
Eine Tilgungsanleihe (auch Amortisationsanleihe) ist eine Anleihe, die während ihrer Laufzeit zu bestimmten Terminen in Raten oder in einer Summe am Fälligkeitstag getilgt wird.

## Allgemeines
Gegensatz ist die ewige Anleihe, bei der keine Tilgung vorgesehen ist. Anleihen und sonstige Schuldverschreibungen dienen bei Kreditinstituten und Nichtbanken als Emittenten der Refinanzierung ihres Kapitalbedarfs, so dass die Tilgungsform der Anleihen oft der Tilgungsform ihrer Forderungen entspricht. Letztere können, insbesondere bei Kreditinstituten, als Ratenkredite oder Annuitätendarlehen gewährt werden, so dass es naheliegt, im Rahmen der goldenen Finanzregel auch die Anleihen entsprechend auszustatten.

## Raten- und Annuitätenanleihe

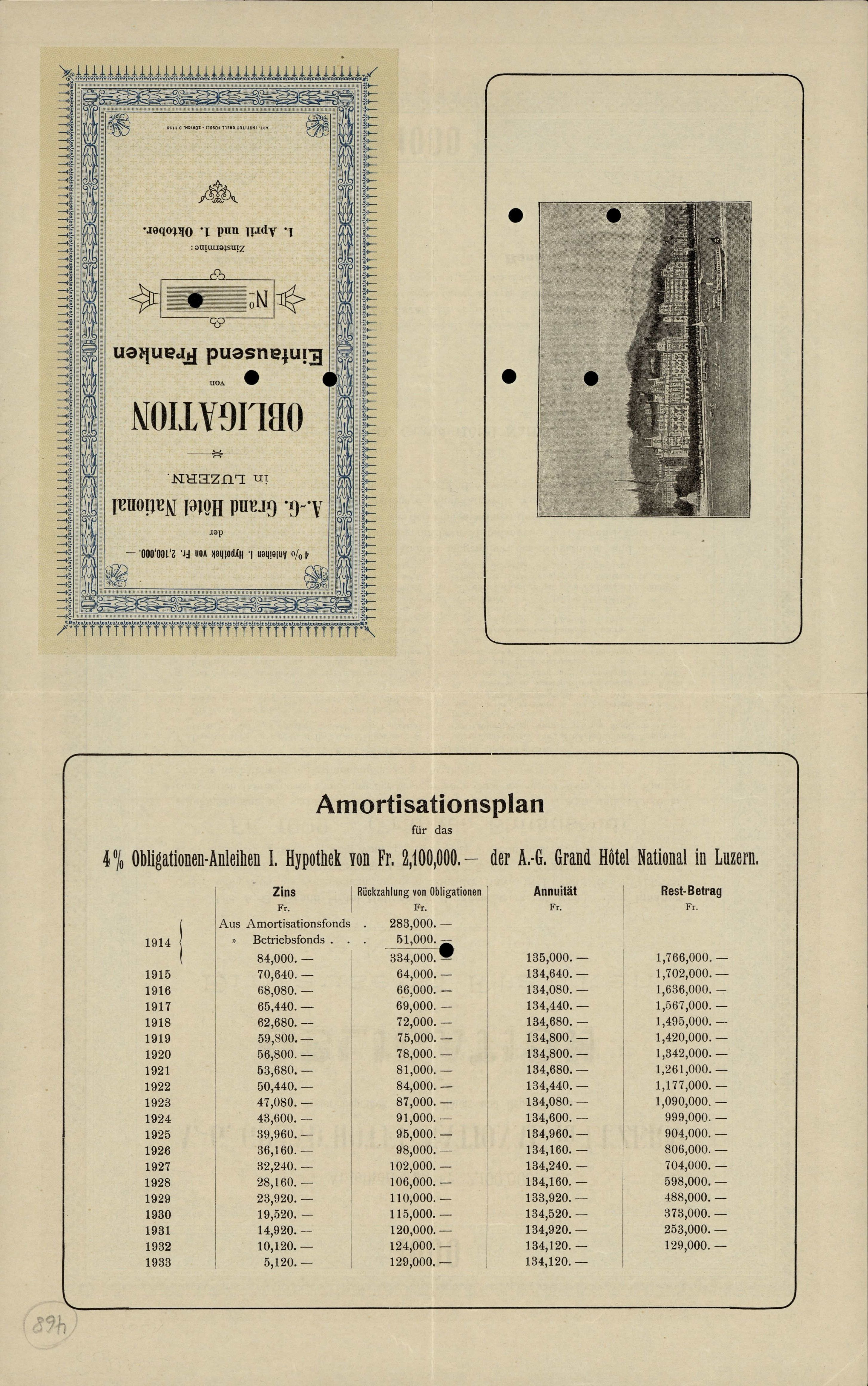
Rückseite der Annuitätenanleihe der AG Grand Hotel National vom 1. April 1904 mit Amortisationsplan

In einem engeren Wortsinn werden auch ausschließlich Raten- und Annuitätenanleihen als Tilgungsanleihen bezeichnet. Sie zeichnen sich gegenüber der Standardanleihe dadurch aus, dass der Tilgungsbetrag nicht in einem Betrag am Ende der Laufzeit beglichen wird, sondern in mehreren, beispielsweise jährlichen Raten.
Der Vorteil für den Schuldner ist, dass die Rückzahlung der Anleihe – vergleichbar einem Ratenkredit – in mehreren Tilgungsraten erfolgt.
Ab der ersten Teiltilgung erhält die Anleihe einen Poolfaktor kleiner 1, der das Verhältnis der noch nicht getilgten Summe zum unverändert bleibenden Nominalwert angibt.
In der Vergangenheit wurden Tilgungsanleihen auch auf Papier gedruckt und durchnummeriert. Teiltilgungen dieser Anleihe wurden damals in der Regel durch Auslosung der Nummern oder Buchstaben kurz vor Tilgungstermin bestimmt – deshalb werden solche Anleihen auch als Auslosungsanleihen bezeichnet. Beispielsweise wurden als erste Tilgung alle Anleihen ausgelost und zurückgezahlt, deren Nummer die Endziffer 5 besaß oder die z. B. mit einem „E“ versehen waren; alle anderen Anleihe-Stücke „liefen“ vorerst weiter. Diese Anleihen mussten jeweils für jeden Besitzer gesondert in Streifbandverwahrung (nicht in Girosammelverwahrung) verwahrt werden, damit die Depotbank wusste, wessen Kunden ob und wie viel Nominale nun ausgelost bzw. (teil-)getilgt wurde.
Diese Form der Tilgungsanleihe – gesonderte Depotverwahrung, Überwachung der Auslosung – verlangte hohen Verwaltungsaufwand und -kosten und bedeutete für den Besitzer die Ungewissheit, wann nun wie viel getilgt wird. Sie ist heute nicht mehr gebräuchlich.
Eine Sonderform stellt die Ballon-Anleihe (englisch balloon bond) in angelsächsischen Staaten dar, die wie ein Ballonkredit eine wesentlich höhere Schlussrate als die vorangegangenen Tilgungsraten aufweist.

## Beispiel
Eine Anleihe mit Nominalwert 100 € wurde mit 10 € teilgetilgt. Der Nominalwert der Anleihe bleibt auch nach dieser Teiltilgung bei 100 €, allerdings ergänzt um die Angabe des Poolfaktors 0,9. Für die nächste Zinsperiode werden dann nur noch Zinsen auf 0,9 × 100 € = 90 € bezahlt.

## Wertberechnung
Beispiel: Am 1. Juni 2002 wird eine Anleihe mit einem Kupon von 5 herausgegeben. Der Kupon ist jeweils am 1. Juni jedes Jahres zu zahlen. Die Anleihe ist in fünf gleich große Tranchen A, B, C, D und E aufgeteilt. Getilgt wird die Anleihe ab dem 1. Juni 2008 jeweils jährlich, wobei eine der Tranchen zur Rückzahlung ausgelost wird. Der Marktzins liegt bei 4 %.
Erster Weg
Die rechnerischen Kurswerte der einzelnen Laufzeiten werden wie folgt berechnet:
{\displaystyle P_{0}(2008)={\frac {5}{0{,}04}}+{\frac {100-{\frac {5}{0{,}04}}}{1{,}04^{6}}}=105{,}24}
{\displaystyle P_{0}(2009)={\frac {5}{0{,}04}}+{\frac {100-{\frac {5}{0{,}04}}}{1{,}04^{7}}}=106{,}00}
{\displaystyle P_{0}(2010)={\frac {5}{0{,}04}}+{\frac {100-{\frac {5}{0{,}04}}}{1{,}04^{8}}}=106{,}73}
{\displaystyle P_{0}(2011)={\frac {5}{0{,}04}}+{\frac {100-{\frac {5}{0{,}04}}}{1{,}04^{9}}}=107{,}43}
{\displaystyle P_{0}(2012)={\frac {5}{0{,}04}}+{\frac {100-{\frac {5}{0{,}04}}}{1{,}04^{10}}}=108{,}11}
arithmetisches Mittel = 106,70
Zweiter Weg
{\displaystyle {\text{Durchschnittliche Laufzeit}}={\frac {6+7+8+9+10}{5}}=8}
Bewerten der Tilgungsanleihe als Standardanleihe mit der durchschnittlichen Laufzeit:
{\displaystyle P_{0}(LZ=8)={\frac {5}{0{,}04}}+{\frac {100-{\frac {5}{0{,}04}}}{1{,}04^{8}}}=106{,}73}